# سوف دریایی
سوف دریایی(نام علمی: Sander marinus) نام یک گونه از تیره سوف‌ماهیان است.